# Ecublens, Fribourg
Ecublens är en ort och kommun i distriktet Glâne i kantonen Fribourg, Schweiz. Kommunen hade 405 invånare (2023).
I kommunen finns, förutom huvudorten Ecublens, även byarna Eschiens och Villangeaux.